# Cheilotrichia nemorensis
Cheilotrichia nemorensis är en tvåvingeart som först beskrevs av Santos Abreu 1923.  Cheilotrichia nemorensis ingår i släktet Cheilotrichia och familjen småharkrankar. Inga underarter finns listade i Catalogue of Life.